# 김창규 (1961년)
김창규(金昌奎, 1961년 4월 1일 ~ , 경상남도 거제시)은 대한민국의 정치인이다. 제8·9대 경상남도의원이었다.

## 학력
- 부산해양고등학교 (폐교) 졸업

## 경력
- ㈜대우조선공업 16년 근무
- 대우조선 노동조합 회계감사
- 대우조선 노동조합 대의원 7년 활동
- 경남 전세버스 운송사업조합 부이사장
- 거제시 학교 운영위원장 협의회 부위원장
- ㈜대우투어 대표이사
- 마전동 주민자치위원회 부위원장
- 마전초등학교 운영위원장
- 거제시 전세버스 협의회 회장
- 새누리당 경남도당 부위원장
- 2013.04 ~ 2014.06 제9대 경상남도의회 의원
- 2013.04 ~ 2014.06 제9대 경상남도의회 후반기 농수산위원회 위원
- 2013.04 ~ 2014.06 제9대 경상남도의회 후반기 예산결산특별위원회 부위원장
- 2014.07 ~ 2018.06 제10대 경상남도의회 의원
- 2014.07 ~ 2016.07 제10대 경상남도의회 전반기 농해양수산위원회 위원장
- 2016.03 ~ 2017.06 제10대 경상남도의회 남부내륙철도조기건설을위한특별위원회 위원
- 2016.07 ~ 2018.06 제10대 경상남도의회 후반기 건설소방위원회 위원
- 2016.07 ~ 2018.06 제10대 경상남도의회 후반기 예산결산특별위원회 위원
- 제10대 경상남도의회 도시농업·융복합 발전위원회 위원장

## 역대 선거 결과
|  | 60.40% |

|  | 54.77% |

|  | 34.23% |